# Kees Mulder (1946-2015)
Cornelis Pieter (Kees) Mulder (13 maart 1946 – Den Haag, 2 februari 2015) was een Rotterdams politicus en publicist op het gebied van de faleristiek.

## Biografie
Mulder was docent Engelse taal- en letterkunde, laatstelijk aan het Johan van Oldenbarneveldt-college te Rotterdam. In die gemeente was hij tevens rond de acht jaar gemeenteraadslid voor D'66. Hij werd bekend door zijn publicaties over onderscheidingen waarover hij voor het eerst in 1975 publiceerde. Later publiceerde hij geregeld met P.A. Christiaans. Hij was Lid in de Orde van Oranje-Nassau.
Het grootste deel van zijn bibliotheek werd geveild in november 2015 bij Bubb Kuyper Veilingen.